# Geografía de Rusia
Rusia (en ruso: Россия, transliterado: Rossíya) es el país más grande del mundo y se extiende por casi todo el norte del supercontinente de Eurasia: ocupa el norte de Asia (1/4 del total continental) y el este de Europa –respectivamente, el 74.7 % y el 25.3 % de su territorio. Está separada del continente americano por el estrecho de Béring. 
Debido a su tamaño, Rusia muestra tanto monotonía como diversidad y al igual que su geografía, su clima, vegetación y suelos abarcan grandes distancias. De norte a sur de la llanura de Europa oriental, se da una secuencia de tundra, bosques de coníferas, (taiga), bosques mixtos caducifolios, praderas (estepa), y semidesierto (la franja del mar Caspio), con cambios en la vegetación que reflejan los grandes cambios en el clima. Siberia tiene una secuencia similar, aunque es predominante la taiga.
El país tiene 40 Reservas de la Biosfera declaradas por la UNESCO y ocho áreas naturales han sido declaradas también Patrimonio de la Humanidad.

## Geografía física

### Encuadre general y fronteras
Situada en el norte y latitudes medias del hemisferio norte, la mayor parte de la Federación de Rusia está mucho más cerca del polo norte que del ecuador. En un país las comparaciones son de poco valor, pero no así en Rusia con su enorme tamaño y diversidad. Con 17,1 millones de km², comprende un octavo de la superficie habitada de la Tierra y algo menos del doble que Estados Unidos. Su parte europea, que comprende una parte sustancial de la Europa continental, alberga la mayor parte de las actividades industriales y agrícolas de Rusia y fue en ella, aproximadamente entre el río Dnieper y los Montes Urales, donde tomó forma el Imperio ruso.
Rusia impresiona por sus dimensiones en cualquier aspecto. De oeste a este, el país se extiende desde Kaliningrado (un enclave aislado del resto del país por la secesión en 1991 de Lituania de la entonces Unión Soviética) hasta la isla Ratmánov (una de las islas Diómedes) en el estrecho de Bering. Esta distancia es equivalente a más de 9200 km. De norte a sur, el país comprende desde el extremo norte de las islas árticas de Tierra de Francisco José al extremo sur de la República de Daguestán en el mar Caspio, alrededor de 4500 km de muy variados, y a menudo inhóspitos, terrenos.
La frontera de la Federación de Rusia es la más larga del mundo, y es una fuente importante de preocupación para la seguridad nacional en el período posterior a la etapa soviética. A lo largo de los 20 139 kilómetros de frontera terrestre, Rusia tiene fronteras con catorce países, ocho de los cuales no existían como países hasta principios del decenio de 1990. Además, en su extremo noreste, solamente ochenta y seis kilómetros del estrecho de Bering separan la Rusia continental de su decimoquinto vecino, los Estados Unidos —aunque la frontera más cercana entre ambos países son los 3,8 kilómetros que separan la isla Diómedes Mayor (Rusia) de Diómedes Menor (EE. UU.). Además, tiene fronteras con las repúblicas parcialmente reconocidas de Abjasia y Osetia del Sur.
| Continente                                                                                    | País                                     | Longitud          | Mapa |
| Europa                                                                                        | Noruega                                  | 167 km            |      |
| Europa                                                                                        | Finlandia                                | 1.313 km          |      |
| Europa                                                                                        | Estonia (*)                              | 294 km            |      |
| Europa                                                                                        | Letonia (*)                              | 217 km            |      |
| Europa                                                                                        | Lituania (*)                             | 227 km            |      |
| Europa                                                                                        | Bielorrusia (*)                          | 959 km            |      |
| Europa                                                                                        | Ucrania (*)                              | 1.576 km          |      |
| Europa                                                                                        | Polonia (con el exclave de Kaliningrado) | 206 km            |      |
| Europa                                                                                        | Georgia (*) (Abjasia, Osetia del Sur)    | 723 km            |      |
| Europa                                                                                        | Azerbaiyán (*)                           | 284 km            |      |
| Asia                                                                                          | Kazajistán (*)                           | 6.846 km          |      |
| Asia                                                                                          | Corea del Norte                          | 19 km             |      |
| Asia                                                                                          | República Popular de China               | 3.605+40 km[n. 2] |      |
| Asia                                                                                          | Mongolia                                 | 3.441 km          |      |
| (*) Los «nuevos vecinos», países que no existían hasta la desaparición de la Unión Soviética. |                                          |                   |      |

### Puntos extremos (rusos)
| Característica                                                                           | Localización                   | Denominación                                          | Coordenadas                                |
| Punto más septentrional                                                                  | Total                          | Cabo Fligely (Tierra de Francisco José)               | 81°50′35″N 59°14′22″E / 81.84306, 59.23944 |
| Punto más septentrional                                                                  | Continental                    | Cabo Cheliuskin (Krai de Krasnoyarsk)                 | 77°44′N 104°15′E / 77.733, 104.250         |
| Punto más meridional                                                                     | Total y continental            | Monte Bazardyuzyu (Dagestan)                          | 41°13′14″N 47°51′28″E / 41.22056, 47.85778 |
| Punto más oriental                                                                       | Total                          | Isla Gran Diómedes (Chukotka)                         | 65°47′N 169°01′O / 65.783, -169.017        |
| Punto más oriental                                                                       | Continental                    | Cabo Dezhnev (Chukotka)                               | 169°40′ O                                  |
| Punto más occidental                                                                     | Total                          | Narmeln, Cordón del Vístula, (Óblast de Kaliningrado) | (19°38′ E)                                 |
| Punto más occidental                                                                     | Continental                    | Lavry (Óblast de Pskov)                               | 27°19′ E                                   |
| Ciudad más septentrional                                                                 | Ciudad más septentrional       | Pevek (Chukotka)                                      | 69°42′N                                    |
| Ciudad más meridional                                                                    | Ciudad más meridional          | Derbent (Dagestan)                                    | 42°04′N 48°17′E / 42.067, 48.283           |
| Ciudad más oriental                                                                      | Ciudad más oriental            | Anádyr (Chukotka)                                     | 64°44′N 177°30′E / 64.733, 177.500         |
| Ciudad más occidental                                                                    | Ciudad más occidental          | Baltiysk (Óblast de Kaliningrado)                     | 19°55′E                                    |
| Asentamiento más septentrional                                                           | Asentamiento más septentrional | Dikson                                                | 73°30′N 80°32′E / 73.500, 80.533           |
| Asentamiento más meridional                                                              | Asentamiento más meridional    | Kurush, Dagestan                                      | 41°16′N                                    |
| Asentamiento más oriental                                                                | Asentamiento más oriental      | Uelen,[n. 3] (Chukotka)                               | 169°48′O                                   |
| Asentamiento más occidental                                                              | Asentamiento más occidental    | Baltiysk (Óblast de Kaliningrado)                     | 19°55′E                                    |
| Punto más elevado                                                                        | Punto más elevado              | Monte Elbrús                                          | 5.642 m                                    |
| Punto menos elevado                                                                      | Punto menos elevado            | Mar Caspio                                            | −28 m                                      |
| (*) Total incluye todos las islas y archipiélagos de Rusia y el exclave de Kaliningrado. |                                |                                                       |                                            |

### Regiones geográficas

La actual división en distritos federales de Rusia tiene como base la tradicional división geográfica del país.

El territorio de la Federación de Rusia tradicionalmente se ha dividido, a efectos geográficos, en las siguientes seis grandes regiones:
- Rusia o la Rusia europea, la parte europea hasta los montes Urales. Está dividida a su vez en cuatro subregiones:

- Región central (aproximadamente 650 000 km²), la región alrededor de Moscú, la principal región industrial de Rusia.
- Las «tierras negras», (aproximadamente 600 090 km²), la parte meridional en torno a las repúblicas del Cáucaso o Ciscaucasia
- la región de Leningrado (aproximadamente 1 600 000 km²), la parte noroeste, la zona de las provincias que se abren al Bático y el mar de Kara.
- los países del Volga (aproximadamente 1 000 000 km²), localiza en la parte suroeste

- los Urales, la región de los montes Urales.

- Siberia Occidental (2 427 000 km²), inmediatamente al este de los montes Urales, hasta el río Yeniséi, se trata de una vasta planicie de 2000 km de anchura, de tierras bajas y mal drenadas, en donde son muy frecuentes los pantanos, lagos y ciénagas; el extremo norte costanero del océano Ártico muy poco iluminado por la luz solar posee un bioma de tundra, inmediatamente al sur de la tundra comienza un bosque de coníferas (abetos, piceas) y ya al sur del paralelo 50° N comienza la presencia de una densa foresta de latifolias caducifolias formando la taiga de Siberia Occidental. Geográficamente, la unidad principal es la llanura de Siberia Occidental.

- Siberia Central (4 122 000 km²), entre los ríos Yeniséi y Lena, que culmina entre 300 y 1200 m de altitud, entrecortada de cañones o de lagos profundos como el lago Baikal. En el sur, se eleva un alto sistema montañoso constituido por el macizo Altái y los montes Sayanes con cumbres de 3-4000 m. La unidad principal es la meseta Central de Siberia.

- Siberia Oriental o el Extremo Oriente ruso (más de 6 millones de km²), los territorios al este del río Lena y al sur del río Amur, que se abren a las costas del Pacífico, está constituida por varios macizos montañosos que acaban al este en el estrecho de Bering y la península de Kamchatka donde abundan los volcanes activos.

- el Ártico.

Estas divisiones geográficas, han servido de base para la división en distritos federales de Rusia realizada en el año 2000, aunque se ha obviado la región del Ártico (incluyéndola en los cuatro distritos federales con costa) y no se han respetado los límites geográficos estrictamente: así, el distrito de los Urales, incorpora una parte de la Siberia Occidental, mientras la otra parte se añade al distrito federal de Siberia (que corresponde con la región geográfica de Siberia Central).

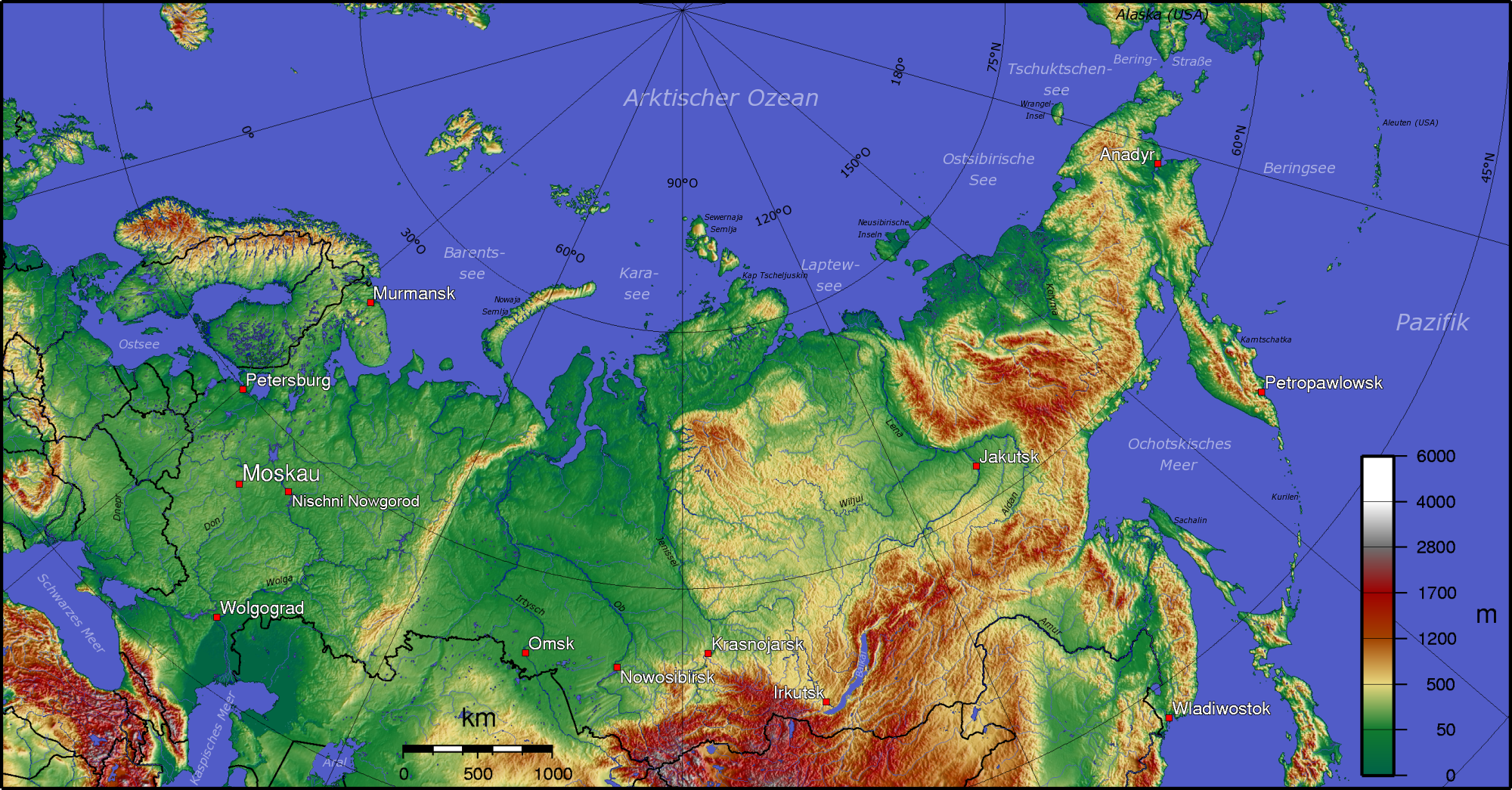
Mapa topográfico de Rusia.

#### Llanura de Europa oriental
La llanura de Europa Oriental abarca la mayor parte de la Rusia europea. La llanura de Siberia Occidental, que es la más grande del mundo, se extiende hacia el este, desde los montes Urales al río Yeniséi. Debido a que el terreno y la vegetación son relativamente uniformes en cada una de las zonas naturales, Rusia presenta una ilusión de uniformidad. Sin embargo, el territorio ruso tiene representación de todas las principales zonas de vegetación del mundo, a excepción de la selva tropical.

#### Montes Urales
Los montes Urales son la cordillera más conocida del país, porque forman la frontera natural entre Europa y Asia. La cordillera se extiende unos 2500 km, desde la frontera norte de Kazajistán al océano Ártico (la isla Vaigach y las islas de Nueva Zembla forman parte de la cordillera). El 68 % de los montes Urales se encuentra en Rusia, mientras que el restante 32 % pertenece a Kazajistán. En términos de elevación, los Urales están lejos de ser una cordillera impresionante y no constituyen una barrera natural infranqueable, habiendo varios pasos bajos que los cruzan y por donde discurren las principales rutas de transporte. El pico más alto, el monte Naródnaya, tiene sólo 1895 m. 
Aunque no imponentes paisajísticamente, los Urales contienen valiosos yacimientos minerales de hierro, carbón y petróleo, además de níquel, oro, plata y gemas, como topacios y berilio, por lo que la región es un gran centro industrial de Rusia, siendo las principales ciudades Ekaterimburgo, Cheliábinsk, Magnitogorsk, Ufá y Perm.
Los geógrafos tradicionalmente han dividido los montes Urales en cinco regiones: Sur, Oriente, Norte, Subártico y Ártico. La línea arbolada cae desde los 1400 m hasta el nivel del mar, según se avanza en dirección norte. Las secciones meridionales y centrales están totalmente cubiertas de bosque. Los bosques vírgenes de Komi han sido declarados Patrimonio de la Humanidad en 1995.

#### Llanura de Siberia Occidental
Al este de los Urales, está la Llanura de Siberia Occidental, que ocupa un área de 2,6–2,7 millones de kilómetros cuadrados (la tercera parte de Siberia). Se extiende, en dirección norte-sur, 2400 km, desde el océano Ártico hasta el macizo de Altái, los montes Sayanes y las montañas Baikal; y, en dirección este a oeste, 1900 km, desde el río Yeniséi a los Urales. Esta llanura ha sido descrita como la mayor extensión de tierras bajas ininterrumpidas del mundo —más del 50 % tiene menos de 100 m sobre el nivel del mar.
Los principales ríos de la llanura de Siberia Occidental son el Ob, Irtysh, y Yeniséi. A causa del deshielo en primavera, los ríos se desbordan anegando amplias zonas próximas, dejando grandes lagos y pantanos. Es una de las mayores zonas pantanosas del mundo (se cree que el mayor pantano individual del mundo es el de Vasugánskoe, con un área de 51 600 km²), lo que hacen la región muy poco apropiada para la agricultura. 
La mayor parte de la población de la región vive en la sección seca, al sur del paralelo 55° N. Las principales ciudades de la región son Surgut y Nizhnevártovsk. Los inviernos en la llanura de Siberia Occidental son duros y largos, con un clima subártico o continental. 
La llanura tiene ocho regiones con vegetación diferente: tundra, bosque-tundra, taiga septentrional, taiga media, taiga meridional, bosques de sub-taiga, bosque-estepa, y estepa. El número de especies animales en la llanura de Siberia Occidental va desde unas 107 en la tundra a 278 o más en la región de bosque-estepa. 
Hay grandes reservas de petróleo y gas natural. La mayor parte de la producción de petróleo y gas se extrajo de esta zona durante las décadas de 1970 y 1980.

#### Meseta Central de Siberia
La región inmediatamente al este de la llanura de Siberia Occidental es la meseta Central de Siberia, que se extiende desde el río Yeniséi hasta el río Lena. Consiste en un conjunto de mesetas poco elevadas, entre los 320 y 740 m, siendo la parte más elevada de la misma la meseta de Putorana que llega hasta los 1700 m. 
La inmensa región, una extensión de más de 3,5 millones de km², está limitada, al norte, por la llanura Norte de Siberia en la que se encuentra la llanura pantanosa Taimyr (al sur de la península de Taimyr); al sur, por los diferentes macizos montañosos de Siberia meridional, como los montes Sayanes y montañas Baikal que bordean el lago Baikal; al oeste, por el río Yeniséi; al este, el río Lena. 
El clima es de tipo continental, con veranos cortos y cálidos y largos inviernos muy fríos. Aunque dotada de una considerable riqueza mineral, como gran parte de Siberia, se mantuvo prácticamente deshabitada hasta ahora, con algunas ciudades importantes localizadas a orillas de los grandes ríos en los bordes de la región.
La mayor parte del territorio está cubierto por bosques de coníferas. Los ríos más importante de la meseta, algunos afluentes del Yeniséi y Lena, son el Tunguska Inferior, Tunguska Pedregoso, río Angará, río Viliui y río Olenyok.

#### Montañas Sayán y Stanovói

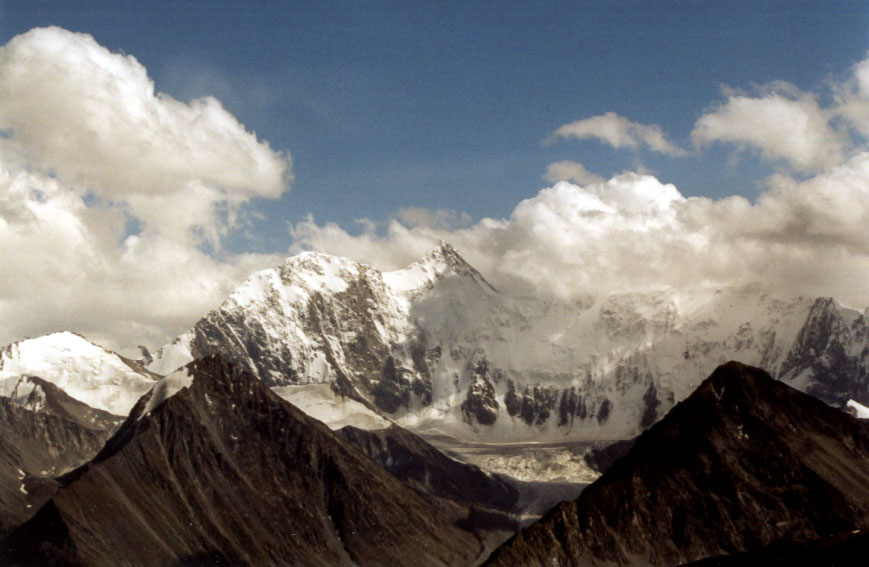
Monte Beluja, en el macizo de Altái.

En el sistema montañoso al oeste de lago Baikal, en el centro-sur de Siberia, las elevaciones más altas son 3300 m en la zona occidental de los montes Sayanes, 3200 m en la zona oriental de los Sayanes, y los 4506 m del monte Beluja en el macizo de Altái. La región oriental de Sayán llega casi a la orilla sur del lago Baikal; en el lago, hay una diferencia de elevación de más de 4500 m entre la montaña más cercana, 2840 m de altura, y la parte más profunda del lago, que está 1700 m bajo el nivel del mar. Los sistemas montañosos al este del lago Baikal son más bajos, formando un complejo de cordales menores y valles que van desde el lago a la costa del Pacífico. La máxima altura se da en las montes Stanovói (monte Skalisty, 2482 m), que se extiende de oeste a este, desde el norte del lago Baikal al mar de Ojotsk. Al sur de esta cordillera está el sureste de Siberia, cuyas montañas alcanzan 800 m. Cruzando el estrecho de Tartaria está la isla de Sajalín, cuya mayor elevación es el monte Lopatin (1609 m).

#### Montañas del Cáucaso
El terreno verdaderamente alpino aparece en las cordilleras meridionales del Cáucaso, entre el mar Negro y el mar Caspio, la frontera natural entre Europa y Asia, con unas alturas impresionantes, una gran barrera geográfica, casi infranqueable, con pocos pasos entre Rusia y sus vecinos del suroeste, Georgia y Azerbaiyán. Es una gran cordillera localizada entre las cuencas del río Kubán y del río Térek, al norte de Anatolia, y el río Irán, al sur. Está formada por dos sistemas montañosos separados:
- el Gran Cáucaso (en ruso Bolshói Kavkaz), o simplemente Cáucaso, es una gran cordillera rectilínea de 1200 km de longitud, orientada de noroeste a sureste, desde el Reserva Natural del Cáucaso, en el mar Negro, hasta y la península de Apsheronsk, casi en Bakú, en el mar Caspio.

- el Cáucaso Menor (en ruso Maly Kavkaz), que corre paralelo al sur de la anterior, a unos 100 km de distancia media, de estructura más compleja y que se extiende cerca de 1.125 km a través de las montañas del sur de Georgia y de Armenia, siendo de origen volcánico.

Muchas de las cimas del Cáucaso ruso superan los 4500 m, siendo la más alta el monte Elbrús, en el Gran Cáucaso, que con 5642 m es el punto más elevado de Europa.
La región tiene un clima de tipo alpino y posee considerables recursos hidráulicos como los del río Kurá y valiosas reservas de petróleo y gas natural.

#### Noreste de Siberia y Kamchatka
El noreste de Siberia, al norte de la cordillera Stanovói, es una región muy montañosa. La larga península de Kamchatka, que llega al sur hasta el mar de Ojotsk, incluye muchos picos volcánicos, algunos de ellos todavía activos. El más alto es el Kliuchevskói (4750 m), el punto más alto en el Lejano Oriente ruso. La cadena volcánica continúa desde el extremo sur de Kamchatka hacia el sur a través de la islas Kuriles y en la cadena de Japón. Kamchatka es también uno de los dos centros de actividad sísmica de la Federación de Rusia (el otro es el Cáucaso). En 1995, un gran terremoto destruyó gran parte de la ciudad refinera de petróleo de Neftegorsk. También se encuentra en esta región el gran cráter Beyenchime-Salaatin.

### Cordilleras de Rusia
Las cordilleras rusas se encuentran principalmente a lo largo de su división continental (los montes Urales). A lo largo de la frontera suroeste (el Cáucaso), a lo largo de la frontera con Mongolia (la parte oriental y occidental de las montes Sayanes, y el extremo occidental del macizo de Altái), y en la parte oriental de Siberia (un complejo sistema de cordilleras en la esquina noreste del país que forman la columna vertebral de la península de Kamchatka, y, en menor extensión, las montañas a lo largo del mar de Ojotsk y el mar de Japón). Rusia tiene nueve grandes cadenas montañosas. En general, la mitad oriental del país es mucho más montañosa que la mitad occidental, cuyo interior está dominado por las llanuras bajas. La tradicional línea divisoria entre el este y el oeste es el valle del río Yeniséi. Delineando la frontera occidental de la meseta Central de Siberia de la llanura de Siberia Occidental, el Yeniséi se extiende desde cerca de la frontera mongola hasta el norte, en el océano Ártico, al oeste de la península de Taymyr.

### Hidrografía

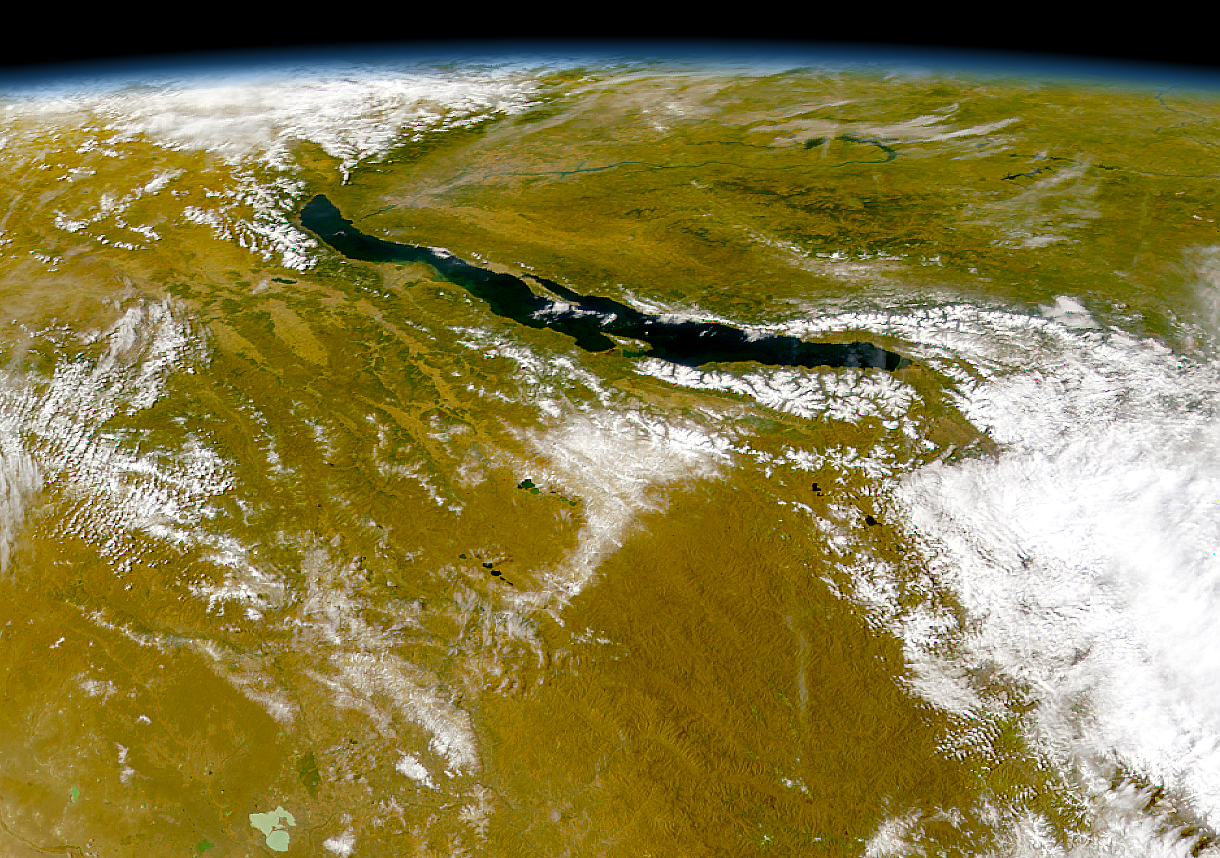
Vista del lago Baikal (capturada por SeaWiFS.

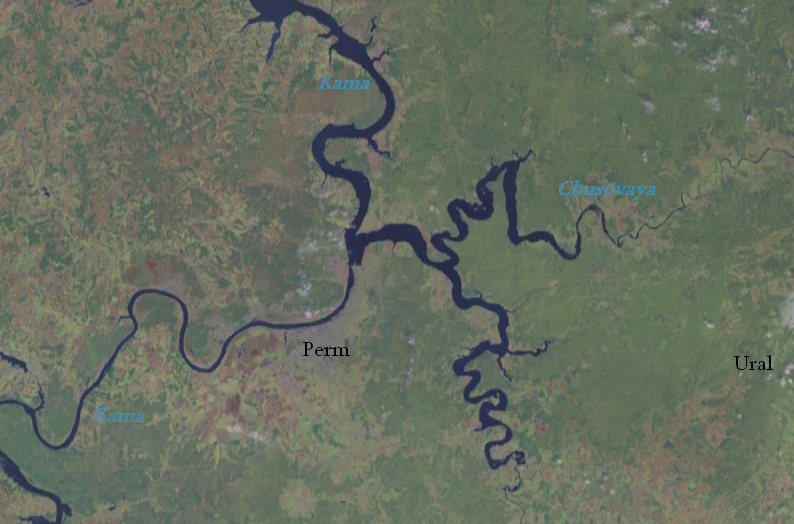
Cruce de los ríos Chusovaya (tributario) y río Kama (principal) cerca de Perm. Los Urales a la derecha.

Rusia es un país rico en agua. Los primeros asentamientos en el país surgieron a lo largo de los ríos, donde la mayoría de la población urbana sigue viviendo. El Volga, el río más largo de Europa, es, de lejos, la más importante vía fluvial comercial de Rusia. Cuatro de las trece ciudades más grandes del país se encuentran en sus orillas: Nizhni Nóvgorod, Samara, Kazán y Volgogrado. El río Kama, que fluye al oeste desde el sur de los Urales para unirse al Volga en la República de Tartaristán, es el segundo sistema fluvial europeo por densidad de población en sus riberas.

#### Ríos de Rusia
Rusia tiene miles de ríos y cuerpos interiores de agua, que la dotan de uno de los mayores recursos hídricos del mundo. Sin embargo, la mayor parte de los ríos y arroyos de Rusia pertenecen a la cuenca hidrográfica del Ártico, que se encuentra principalmente en Siberia pero también incluye una parte europea de Rusia. En total, el 84 % de la superficie de agua de Rusia está ubicada al este de los Urales, en ríos que fluyen a través de un territorio escasamente poblado y desaguan en los océanos Ártico y Pacífico. En contraste, las zonas con mayor concentración de población y, por tanto, con mayor demanda de abastecimiento de agua, tienden a tener los climas más cálidos y las tasas más altas de evaporación. Como resultado de ello, las zonas densamente pobladas, como las cuencas del río Don y el río Kubán, al norte del Cáucaso, apenas cuentan con adecuados (y en algunos casos insuficientes) recursos hídricos.
Cuarenta de los ríos rusos de más de 1000 km, están al este de los Urales, incluidos los tres principales ríos que drenan Siberia y fluyen en dirección norte hasta el océano Ártico: el sistema Irtysh-Ob (un total de 5380 km), el río Yeniséi (4000 km), y el río Lena (3630 km). Las cuencas de estos sistemas fluviales cubren alrededor de ocho millones de kilómetros cuadrados, descargando cerca de 50 000 m³/s de agua en el océano Ártico. Dado que estos ríos fluyen hacia el norte significa que las zonas de origen se descongelan antes que las zonas aguas abajo, creando enormes pantanos, como los pantanos de Vasiugán en el centro de la llanura de Siberia Occidental (53 000 km²). Lo mismo puede decirse de otros sistemas fluviales, incluido el río Pechora y el Dviná Septentrional en Europa y el río Kolymá y el Indiguirka en Siberia. Aproximadamente el 10 % del territorio ruso está clasificado como pantanoso.
Muchos otros ríos drenan Siberia desde las cordilleras orientales al océano Pacífico. El río Amur y su principal afluente, el río Ussuri, forma un largo tramo de la frontera entre Rusia y China. El sistema Amur drena la mayor parte del sureste de Siberia. Tres cuencas drenan la Rusia europea: el río Dniéper, que fluye principalmente a través de Bielorrusia y Ucrania, y que tiene su cabecera en las colinas al oeste de Moscú; el río Don, con 1860 km, es originario de la Meseta Central rusa, al sur de Moscú, y luego desemboca en el mar de Azov y el mar Negro en Rostov del Don; y el tercero, el río Volga, con mucho, el más grande de los sistemas europeos, que nace en las colinas de Valdái, al oeste de Moscú, y serpentea hacia el sureste durante 3510 km antes de desaguar en el mar Caspio. En total, el sistema Volga drena una cuenca de alrededor de 1,4 millones de kilómetros cuadrados. Unidos por varios canales, los largos ríos europeos de Rusia han sido un sistema vital de transporte, y el sistema Volga todavía lleva las dos terceras partes del tráfico fluvial ruso.
Los principales ríos de la Rusia europea son los siguientes:
- cursos enteramente rusos: Volga, Don, Kama, Oká y el Dviná Septentrional,
- cursos parcialmente rusos: Dniéper y el Dviná occidental.

Los principales ríos de la Rusia asiática son los siguientes:
- Obi, Irtysh, Yeniséi, Angará, Lena, Amur, Yana, Indiguirka y el Kolymá.

#### Lagos y embalses
Las masas interiores de agua de Rusia son, esencialmente, un amplio legado de la glaciación. En la Rusia europea, los mayores lagos son el lago Ládoga (17 700 km²) y el lago Onega (8984 km²), al noreste de San Petersburgo, el lago Peipus (3555 km²) en la frontera de Estonia, y el embalse de Ríbinsk al norte de Moscú. Embalses más pequeños, hechos por el hombre, de 160 a 320 kilómetros de largo, se encuentran en los ríos Don, Kama, y cuenca del Volga. También se han construido grandes embalses en los ríos siberianos, como el embalse Bratsk, al noroeste del lago Baikal, que es uno de los más grande del mundo. 
El más importante de los cuerpos de agua dulce de Rusia es el lago Baikal, con una superficie de agua de 31 494 km², que es el más profundo y de más capacidad de agua dulce del mundo. El lago Baikal por sí solo posee el 85 % de los recursos de agua dulce de los lagos rusos y el 20 % del total mundial. Se extiende 632 kilómetros de longitud y 59 km a través en su punto más ancho. Su profundidad máxima es 1713 m. Otros muchos lagos, más pequeños, salpican las llanuras del norte de las regiones europeas y siberianas, siendo los mayores el lago Vygozero (1250 km²), el lago Beloye (1.125 km²), el lago Topozero (986 km²) y el lago Ilmen (982 km²), en el noroeste europeo; y el lago Chany (2000 km²) en el suroeste de Siberia.

##### Mares
Aproximadamente, 2/3 de sus fronteras están delimitadas por el agua. Prácticamente, toda la larga costa norte está muy por encima del círculo polar ártico y, a excepción del puerto de Múrmansk - que recibe corrientes que son algo más cálidas de lo que cabría esperar de su latitud, debido a los efectos de la corriente del Golfo - esta costa está bloqueada por el hielo gran parte del año. Trece mares - al sur, Azov, Caspio y Negro; al norte, Blanco, Barents, Pechora, Kara, Láptev, Siberia Oriental y Chukchi; y al este, Bering, Ojotsk y Japón - y partes directas de tres océanos - Ártico, Atlántico y Pacífico - bañan las costas rusas.

### Clima

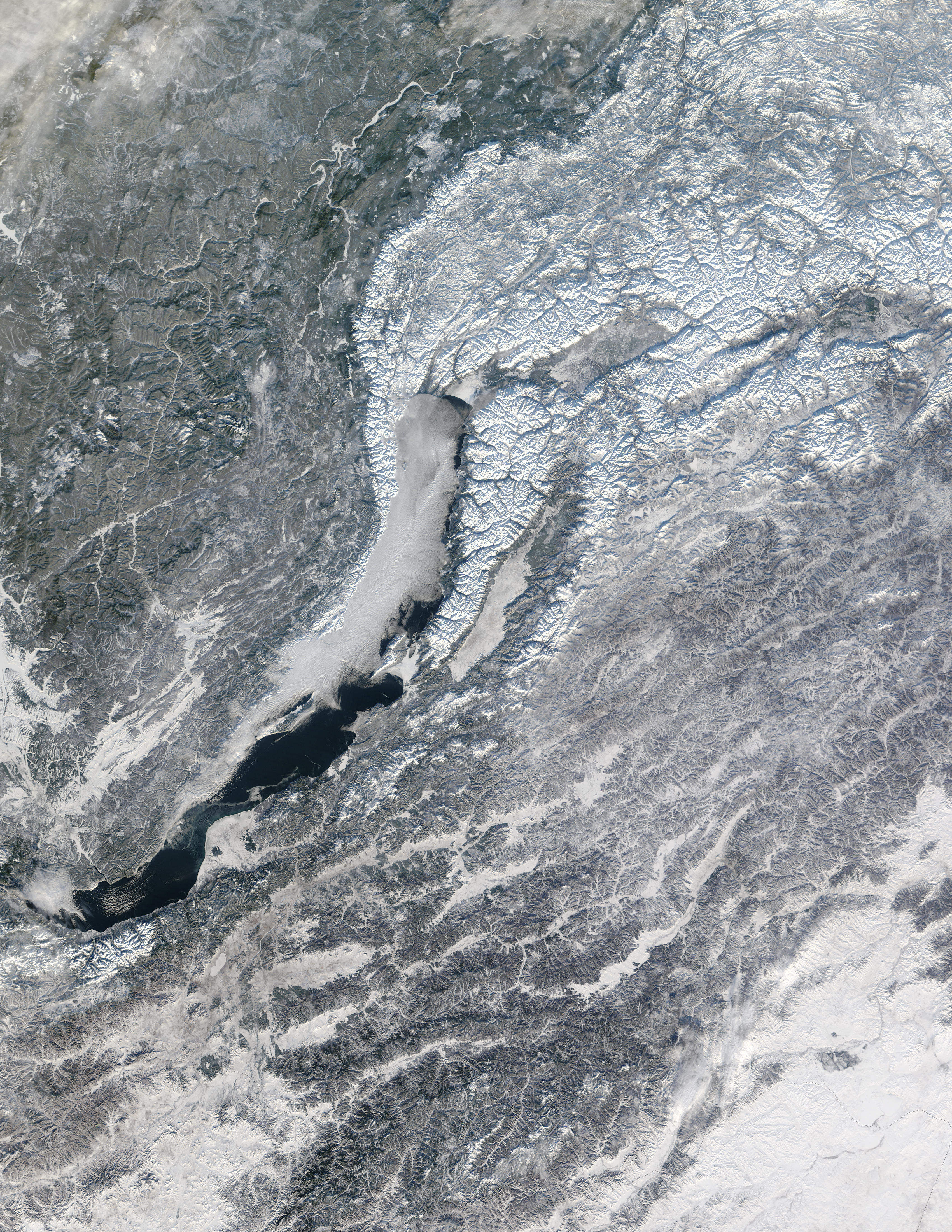
Lago Baikal. El hielo está empezando a formarse en el extremo norte del lago y en una bahía en el centro.

Rusia tiene un clima completamente continental, debido a su tamaño compacto y configuración. La mayor parte de su territorio está a más de 400 km del mar, y su centro a 3840 km de la costa. Además, las cadenas montañosas del sur y del este bloquean las moderadas temperaturas del océano Índico y océano Pacífico, aunque la Rusia europea y el norte de Siberia carecen de esa protección geográfica ante el Ártico y el Atlántico norte.
Debido a que sólo pequeñas partes de Rusia están al sur de los 50° N y más de la mitad del país está al norte de 60°N, extensas regiones están cubiertas bajo la nieve seis meses al año, con un suelo estacionalmente congelado y un subsuelo de permafrost permanentemente congelado hasta unas profundidades de varios cientos de metros. La temperatura media anual de casi toda la Rusia europea está por debajo del punto de congelación, y la media de la mayor parte de Siberia es 0 °C o menor. La mayor parte de Rusia tiene sólo dos temporadas, un verano y un invierno, con una temporada muy corta entre ellos. Las rutas de transporte, incluida la totalidad de las líneas de ferrocarril, son redirigidas en invierno para atravesar las aguas congeladas sobre los ríos y los lagos. Hay sin embargo algunas zonas que constituyen importantes excepciones a esta descripción: el moderado clima marítimo del óblast de Kaliningrado, en el mar Báltico, es similar al del Pacífico Noroeste; el Extremo Oriente de Rusia, bajo la influencia del océano Pacífico, tiene un clima monzónico que invierte la dirección del viento en verano e invierno, diferenciando bruscamente las temperaturas; y una estrecha banda territorial en la zona del mar Negro tiene un clima subtropical, lo que la convierte en el destino más popular de veraneo.
Rusia es el país más frío del mundo, con una temperatura media anual de —5,5 °C. En invierno, un intenso sistema de altas presiones es la causa de que los vientos soplen del sur y suroeste en todo el territorio ruso, salvo en la región del Pacífico; en verano, un sistema de bajas presiones lleva vientos del norte y noroeste a la mayoría del país. Esta combinación meteorológica reduce durante el invierno la diferencia de temperatura entre el norte y el sur. Así, las temperaturas medias de enero son de —8 °C en San Petersburgo, de —27 °C en la llanura de Siberia Occidental, y de —43 °C en Yakutsk (en el este de Siberia central, aproximadamente a la misma latitud que San Petersburgo), mientras que la media de invierno en la frontera mongola, cuya latitud es de unos 10 ° más al sur, es apenas más cálida. Sin embargo, las temperaturas de verano si están más afectadas por la latitud, siendo la media de las islas del Ártico de 4 °C, y la media de las regiones del sur de 20 °C. El abanico de temperaturas extremas está establecido entre el récord nacional de bajas temperaturas de —70 °C, registrada en Verjoiansk en el norte-centro de Siberia y el récord de 42 °C, registrados en varias estaciones del sur.

Climograma de San Petersburgo.

El largo y frío invierno tiene un profundo impacto en casi todos los aspectos de la vida en Rusia: afecta a dónde y como viven y trabajan las personas y al tipo de cultivos y donde se cultivan (ninguna parte del país tiene una estación anual de crecimiento). La duración y la severidad del invierno, junto con las fuertes fluctuaciones de las temperatura medias de verano e invierno, impone requisitos especiales en muchas ramas de la economía: en las regiones de permafrost, los edificios deben ser construidos sobre pilotes; la maquinaria debe estar hecha de aceros especiales; y los sistemas de transporte deben ser diseñados para llevar a cabo fiablemente su cometido en temperaturas extremadamente frías y también altas. Además, durante los largos períodos de oscuridad y frío, se incrementa la demanda de energía y la atención sanitaria.
Dado que Rusia tiene poca exposición a las influencias oceánicas, la mayor parte del país recibe de bajas a moderadas cantidades de precipitaciones, dándose las mayores en el noroeste y disminuyendo su cuantía de noroeste a sureste en la Rusia europea. Las zonas más húmedas son las pequeñas y exuberantes regiones subtropicales adyacentes a la región del Cáucaso y la costa del Pacífico. A lo largo de la costa del mar Báltico, el promedio de precipitación anual es de 600 mm, y en Moscú es de 525 mm. Una media de sólo 20 mm cae a lo largo de la frontera ruso-kazaja, y tan sólo 15 mm pueden caer en Siberia a lo largo de la costa del Ártico. La media anual de días de nieve, un factor crítico para la agricultura, depende tanto de la latitud y la altitud, variando de 40 a 200 días en la Rusia europea y de 120 a 250 días en Siberia.

### Medio ambiente

#### Regiones naturales
Los geógrafos tradicionalmente han dividido el vasto territorio de Rusia en cinco regiones o zonas naturales:
- la zona de tundra;
- la zona de taiga o bosque;
- la zona de estepa o llanuras;
- la zona de desierto
- la zona de montaña.

La mayor parte de la Federación de Rusia consta de dos llanuras —la llanura de Europa oriental y la llanura de Siberia Occidental—, dos tierras bajas —la Norte de Siberia y la Kolymá, en el extremo noreste de Siberia—, dos mesetas —la meseta Central de Siberia y la meseta de Lena, a su este—, y una serie de áreas montañosas, principalmente concentradas en el extremo noreste o extendiéndose de forma intermitente a lo largo de la frontera sur.

#### Ecorregiones
|                                           |                                                                           |  |  |
| Desierto polar Tundra Tundra alpina Taiga | Bosque de montaña Bosque templado caducifolio Estepa templada Estepa seca |  |  |

Tundra

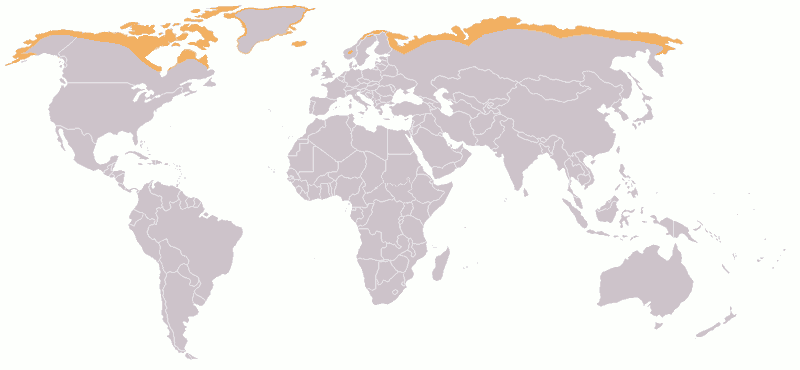
Mapa de la tundra ártica.

Mapa del Ártico de Rusia.

El Ártico ruso se extiende casi 7000 km de oeste a este, desde Karelia y la península de Kola a Nenetsia, el Golfo de Ob, la península de Taymyr, la península de Chukchi (Kolymá, la región del río Anádyr y hasta el cabo Dezhniov). 
Las principales islas y archipiélagos en el océano Ártico son Nueva Zembla, Sévernaya Zemlyá, y las islas de Nueva Siberia. 
Alrededor del 11 % de Rusia es tundra (una llanura pantanosa sin árboles). La tundra es la zona más septentrional del país, extendiéndose desde la frontera finlandesa, en el oeste, al estrecho de Bering en el este, y luego siguiendo hacia el sur a lo largo del Pacífico hasta la norteña península de Kamchatka. 
La zona es conocida por sus manadas de renos salvajes, por las llamadas noches blancas (crepúsculo a medianoche, alboreando poco después) en el verano, y por los días de total oscuridad en invierno. El largo y duro invierno y la falta de sol permiten crecer sólo musgos, líquenes, sauces enanos (Salix herbacea), y arbustos bajos en el estéril permafrost. Aunque varios ríos caudalosos de Siberia recorren esta zona, ya que fluyen hacia el norte hasta el océano Ártico, el deshielo parcial e intermitente dificultan el drenaje de los numerosos lagos, estanques y pantanos de la tundra. La meteorización debida a las heladas es el proceso físico más importante aquí, que poco a poco a poco configura un paisaje que fue severamente modificado por la glaciación en la última edad de hielo. 
Menos del 1 % de la población de Rusia vive en esta zona. La pesca y los puertos industriales del noroeste de la península de Kola y los grandes campos de petróleo y gas natural del noroeste de Siberia son los mayores empleadores en la tundra. Con una población de 180 000 habitantes, la ciudad industrial fronteriza de Norilsk es la segunda ciudad en población, tras Múrmansk, de los asentamientos rusos por encima del círculo polar ártico.
Taiga

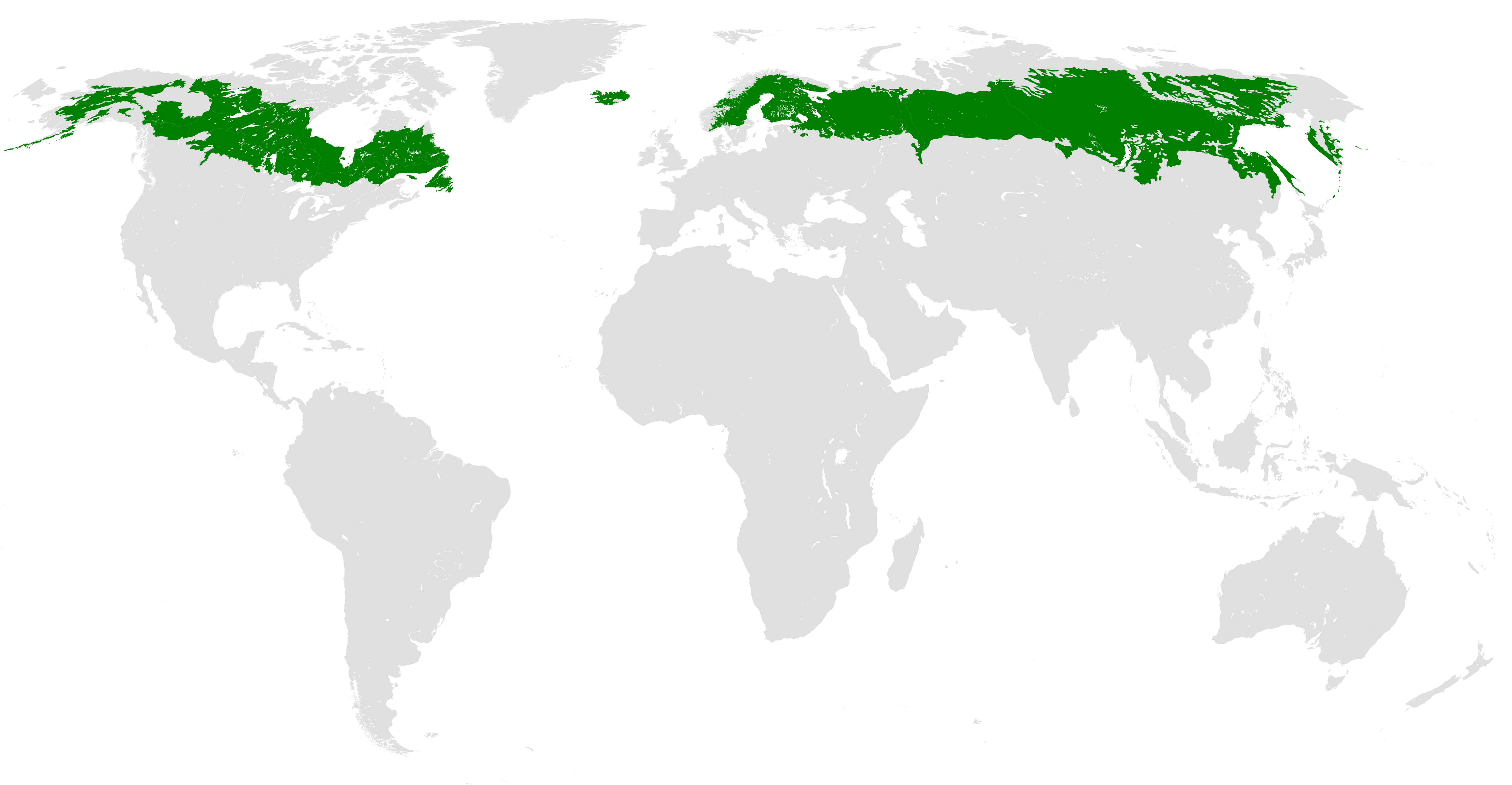
La taiga se encuentra en las latitudes altas al norte, entre la tundra y la estepa.

La taiga, que es la mayor región forestal del mundo, contiene mayoritariamente coníferas, piceas, abetos, pinos y alerces. Es la mayor zona natural de Rusia, un área del tamaño de los Estados Unidos. En la parte noreste de este cinturón, los largos y crudos inviernos dan con frecuencia las temperaturas más frías del mundo de las zonas habitadas. La zona de la taiga se extiende en una amplia banda en las latitudes medias, que se extiende desde la frontera con Finlandia, en el oeste, a la cordillera Verjoyansk, en el noreste de Siberia, y que llega al sur hasta las costas meridionales del lago Baikal. Secciones aisladas de la taiga también se dan a lo largo de las cordilleras, como en la parte sur de los Urales y en el valle del río Amur que limita con China en el Lejano Oriente. Alrededor del 33 % de la población rusa vive en esta zona, que, junto con una banda de bosque mixto hacia el sur, incluye a la mayoría de la parte europea de Rusia y de las tierras ancestrales de los primeros colonos eslavos.
Bosque mixto caducifolio
El cinturón de bosque caducifolio y mixto, es triangular, más amplio a lo largo de la frontera occidental y estrecho hacia los montes Urales. Los principales árboles son el roble y la picea, pero muchos otros crecen entre la vegetación, como el haya, fresno, abedul, carpe, arce y pino. La separación de la taiga boscosa de la estepa es un estrecho cinturón de abedul y bosque de álamos situado al este de los Urales hasta el macizo de Altái. Gran parte de la zona boscosa se ha clareada para la agricultura, especialmente en la parte europea de Rusia. La vida silvestre es más escasa como consecuencia de ello, pero son muy comunes el corzo, lobo, zorro y ardilla.
Estepa
La estepa, ha sido durante mucho tiempo tomada como muestra del típico paisaje ruso. Se trata de una banda ancha, carente de árboles, de llanuras herbáceas, interrumpida por cadenas montañosas, que se extiende desde Hungría, atravesando Ucrania, sur de Rusia, y Kazajistán antes de terminar en Manchuria. La mayor parte de la zona de estepa de la Unión Soviética se encontraba en las repúblicas de Ucrania y Kazajistán; la mucho menor estepa rusa se encuentra principalmente entre esas naciones, extendiéndose hacia el sur entre el mar Negro y el mar Caspio antes de unirse al cada vez más seco territorio de la república de Kalmukia. En un país de extremos, la zona ofrece las condiciones más favorables para los asentamientos humanos y la agricultura, debido a sus temperaturas moderadas y un nivel adecuado de luz solar y humedad. Incluso aquí, sin embargo, los rendimientos agrícolas a veces están afectados por la imprevisibilidad de las precipitaciones y, en ocasiones, catastróficas sequías.

#### Áreas naturales Patrimonio de la Humanidad
Rusia cuenta con ocho áreas naturales que han sido declaradas Patrimonio de la Humanidad. Son las siguientes:
- 1995 - Bosques vírgenes de Komi, en los montes Urales.
- 1996 - Volcanes de Kamchatka.
- 1996 - Lago Baikal.
- 1998 - Montañas doradas de Altái
- 1999 - Cáucaso occidental.
- 2001 -Cordillera central Sijoté-Alín.
- 2003 - Cuenca del Uvs Nuur
- 2004 - Reserva del Sistema Natural de la isla de Wrangel

#### Reservas de la Biosfera
El país tiene 40 Reservas de la Biosfera declaradas por la UNESCO. Son las siguientes:
| 1978 | Kavkazski — Okski (Parte del Valle del río Oká hasta 2000) — Sijoté-Alín — Tsentralno-chernozem                           |
| 1984 | Astrajanski — Kronotski — Laplandski — Péchoro-llichski — Sayano-Shúshenski — Sojondinski — Vorónezhski                   |
| 1985 | Tsentralno-lesnoy |
| 1986 | Baikalski (Parte del lago Baikal hasta 2000) — Tzentralnosibirski                                                         |
| 1993 | Chorniye Zemli |
| 1995 | Taimirski |
| 1997 | Ubsunúrskaya Kotlovina — Daursky — Teberdá                                                                                |
| 2000 | Katunsk — Prioksko-Terrasni (Parte del Valle del río Oká hasta 2000) — Barguzinski (Parte del lago Baikal hasta 2000)     |
| 2001 | Nerusso/Desnianskoe/Polesie — Visimskiy — Vodlozerski                                                                     |
| 2002 | Islas Comandante — Darvinskiy — Nijegorodskoe Zavolje — Tierra de lagos de Smolensk — Ugra                                |
| 2003 | Marina del Extremo Oriente                                                                                                |
| 2004 | Kedrovaya Pad — Kenozersky — Valdaiski                                                                                    |
| 2005 | Bosque de Jankaiski — (Unidad del Gran Volzhsko-Kamski) — Tierra Sarali entre la unidad de ríos del Gran Volzhsko-Kamski) |
| 2006 | Volga medio integrado |
| 2007 | Gran Volzhsko-Kamski (Compuesto por las reservas de la biosfera de Raifa y Sarali)                                        |
| 2008 | Rostovski |
| 2009 | Altaiski |

#### Otras áreas protegidas
10,323.767 hectáreas de la Federación Rusa están protegidas como humedales de importancia internacional al amparo del Convenio de Ramsar, en total, 35 sitios Ramsar. Finalmente, tiene casi una cuarentena de parques nacionales.
El país cuenta con 11 252 áreas protegidas que cubren 1 637 677 km² o el 9.7 % del área total de Rusia.

## Geografía humana
La estimación del World Factbook para julio de 2009 alcanzaba los 140 041 247 habitantes. Un 73 % de la población total vive en zonas urbanas (2008). El 79,8 % de la población pertenece al grupo étnico de los rusos, pero hay importantes minorías como los tártaros (3,8 %), ucranianos 2 %, baskires 1,2 %, chuvasios 1,1 %, y otros o sin especificar 12,1 % (censo de 2002). Las repúblicas incluyen una amplia variedad de pueblos, incluidos los noreuropeos, tártaros, pueblos caucásicos y pueblos indígenas de Siberia. En cuanto a la religión, estimaciones del año 2006 dan las siguientes cifras: ortodoxos rusos 15-20 %, musulmanes 10-15 %, otros cristianos 2 %. Las estimaciones se refieren a personas practicantes; Rusia tiene grandes poblaciones de creyentes no practicantes y de no creyentes, un legado de siete décadas de gobierno soviético. El idioma mayoritariamente hablado es el ruso, aunque hay numerosos lenguajes hablados por minorías.
La capital, Moscú, es la ciudad más grande, con una población de 10,4 millones de habitantes. Sigue siendo el centro del Gobierno ruso y es cada vez más importante como centro económico y de negocios. Su tradición cultural es rica, y hay muchos museos dedicados al arte, la literatura, la música, la danza, la historia y la ciencia y tiene cientos de iglesias y docenas de notables catedrales. Esto la ha convertido en el principal imán para la inversión extranjera y la presencia comercial en Rusia. En el censo de 2002, 329 ciudades de la Federación de Rusia superaban los 50 000 habitantes; 166 tenían más de 100 000 habitantes; 75 más de un cuarto de millón; 34 más de medio millón; y 13 ciudades ya superaban el millón de habitantes. Las principales ciudades son:
- San Petersburgo (con una población de 4,7 millones), fundada en 1703 por Pedro el Grande como la capital del Imperio ruso, fue llamada Petrogrado durante la I Guerra Mundial y Leningrado después de 1924. En 1991, como resultado de un referéndum en la ciudad, pasó a llamarse de nuevo San Petersburgo. Gracias a los zares, la ciudad fue el centro cultural, intelectual, financiero, e industrial de Rusia. Después de que la capital se trasladó de nuevo a Moscú en 1918, la importancia política de la ciudad ha disminuido, pero sigue siendo un referente cultural, científico y militar-industrial.

- Novosibirsk es la ciudad más grande de Siberia, una importante ciudad industrial y un centro de transporte. La universidad más importante de Rusia fuera de Moscú y San Petersburgo se encuentra en un suburbio de Novosibirsk, la Universidad Estatal de Novosibirsk.

- Vladivostok, localizado en el Lejano Oriente ruso, se está convirtiendo en un importante centro comercial con los países del Pacífico.

Después del periodo soviético, el mapa de Rusia cambió, el nombre de muchas ciudades de los que tenían cuando fueron fundadas, como se ve en la siguiente tabla.
| Periodo soviético | Periodo actual  |
| ----------------- | --------------- |
| Leningrado        | San Petersburgo |
| Kalinin           | Tver            |
| Andrópov          | Rýbinsk         |
| Gorki             | Nizhni Nóvgorod |
| Ustínov           | Izhevsk         |
| Kúibyshev         | Samara          |
| Ordzhonikidze     | Vladikavkaz     |
| Sverdlovsk        | Ekaterimburgo   |
| Stalingrado       | Volgogrado      |

En cuanto a la división administrativa, ha de señalarse que con muy pocos cambios, se han mantenido la mayoría de las divisiones territoriales y administrativas de la era soviética. En 2008, hay 83 divisiones territoriales administrativas (llamadas sujetos federales): veintiuna son repúblicas, nueve krais (territorios), cuarenta y seis provincias (provincias), un óblast autónomo, y cuatro ókrugs autónomos. Las ciudades de Moscú y San Petersburgo también tienen estatuto federal.
Los sujetos federales más grandes se encuentran en Siberia: la República de Sajá-Yakutia, en el centro-este de Siberia, es el mayor sujeto federal del país (y la entidad subnacional más grande en el mundo), dos veces el tamaño de Alaska; en segundo lugar está el Krai de Krasnoyarsk, localizado al oeste de Sajá. El óblast de Kaliningrado es la provincia más pequeña, y es la única no contigua de Rusia (exclave). Los dos más poblados son el óblast de Moscú (con Moscú) y el Krai de Krasnodar, ambos en la parte europea de Rusia.

## Geografía económica
Rusia posee las mayores reservas de recursos minerales de cualquier país del mundo. Aunque son abundantes, están en zonas remotas con climas extremos, por lo que su explotación es muy costosa. El país también tiene las reservas de combustibles minerales más abundantes, estimándose que posee la mitad de todo el carbón del mundo, e incluso mayores reservas de petróleo. Los yacimientos de carbón están diseminados en todo el país, pero las mayores reservas se encuentran en el centro y este de Siberia. Las explotaciones mineras más desarrolladas se encuentran en el oeste de Siberia, en el noreste de la parte europea, en los alrededores de Moscú y en los Urales. Los principales yacimientos de petróleo se encuentran en el oeste de Siberia y en la cuenca del Volga y los Urales, aunque pequeños yacimientos se encuentran en todo el país. El gas natural, un recurso del que Rusia tiene alrededor del 40 % de las reservas mundiales, se puede encontrar a lo largo de la costa ártica siberiana, en el Cáucaso del Norte y en el noroeste de Rusia. 
Los principales yacimientos de mineral de hierro se encuentran al sur de Moscú, cerca de la frontera con Ucrania, en la Anomalía magnética de Kursk; esta zona tiene tan grandes depósitos de mineral de hierro, que han causado una desviación en el campo magnético terrestre. Hay yacimientos en otras partes del país. En los Urales hay explotaciones de yacimientos de manganeso, níquel, tungsteno, cobalto y molibdeno en cantidades suficientes para producir las diferentes aleaciones de hierro.
Rusia también tiene yacimientos de la mayoría de los metales no ferrosos. El mineral de aluminio se encuentra principalmente en la región de los Urales, en el noroeste de la Rusia europea, y en el centro sur de Siberia. El cobre es más abundante y las principales reservas se encuentran en los Urales, en el área de Norilsk, junto a los grandes y famosos yacimientos de níquel (cerca de la desembocadura del río Yenisei en la parte oriental de Siberia) y en la península de Kola. Otra gran reserva está localizada al este del lago Baikal, que sólo comenzó a ser explotada cuando se finalizó la línea de ferrocarril Baikal-Amur (BAM) en 1989. 
El Cáucaso norte, el Extremo Oriente de Rusia, y el borde occidental de la cuenca de Kuznetsk, en el sur de Siberia, tienen abundantes yacimientos de minerales de plomo y zinc. Se encuentran habitualmente junto con cobre, oro, plata, y una gran cantidad de otros metales raros. El país tiene una de las mayores reservas de oro en el mundo, principalmente en Siberia y los Urales. También hay yacimientos de Mercurio en el centro y sur de los Urales y en el centro sur de Siberia.
Las materias primas son abundantes y, entre ellas los yacimientos de sal de potasio y magnesio en la región del río Kama, al oeste de los Urales. Rusia también tiene uno de los mayores yacimientos del mundo de apatita, que se encuentra en la parte central de la península de Kola. Sal de roca se encuentra en el suroeste de los Urales y el suroeste del lago Baikal. Los depósitos superficiales de sal se encuentran en los lagos salados a lo largo del valle inferior del Volga. Los sulfuros se pueden encontrar en los Urales y en el valle medio del Volga. 
Solamente el 8 % de la tierra se utiliza para la agricultura y un 4 % para pastos permanentes. El 46 % son bosques y tierras arboladas, y el 42 % se utiliza para otros fines.